# 24-Stunden-Rennen von Le Mans 1999

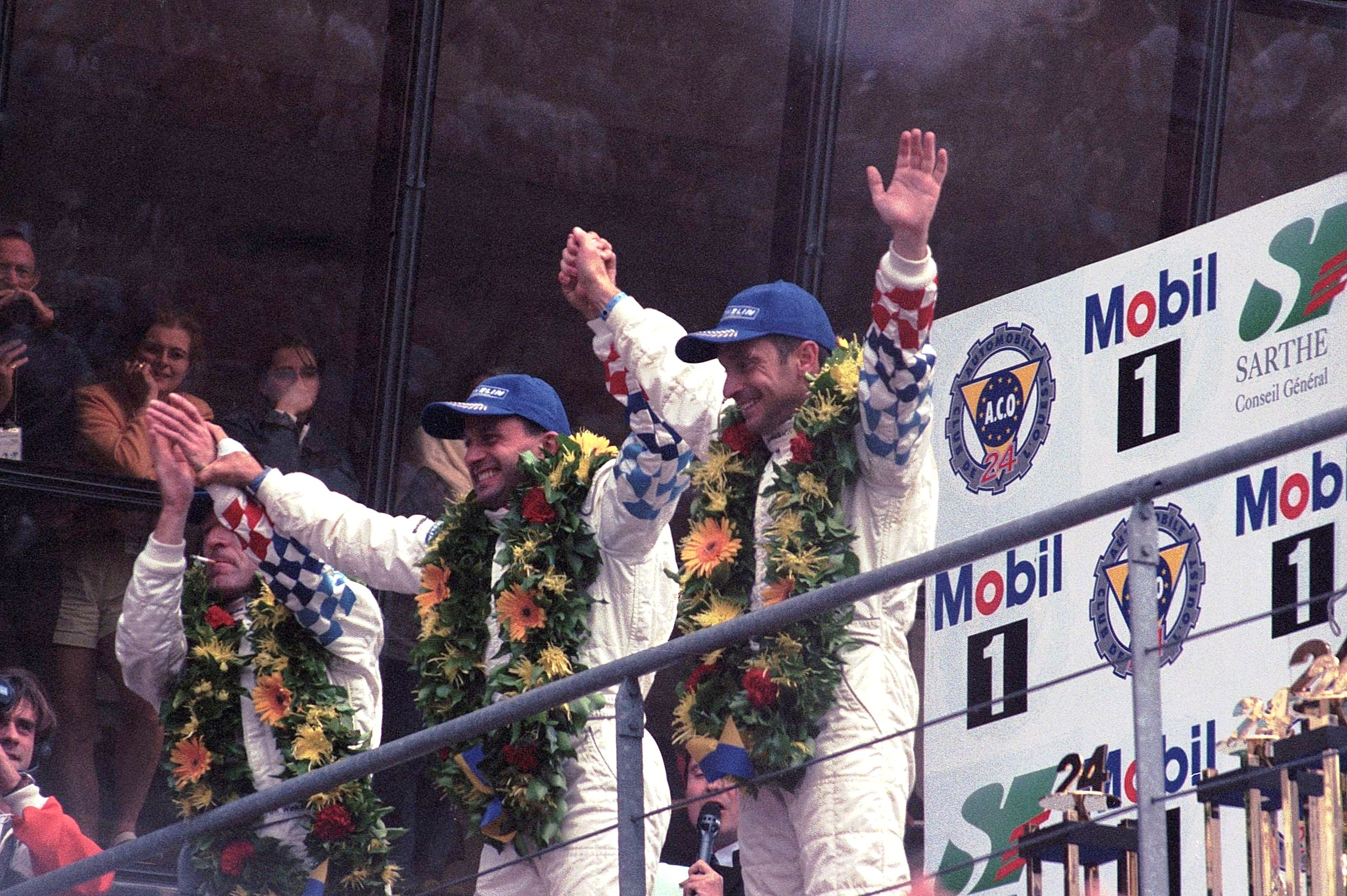
Das siegreiche Fahrertrio Joachim Winkelhock, Pierluigi Martini und Yannick Dalmas

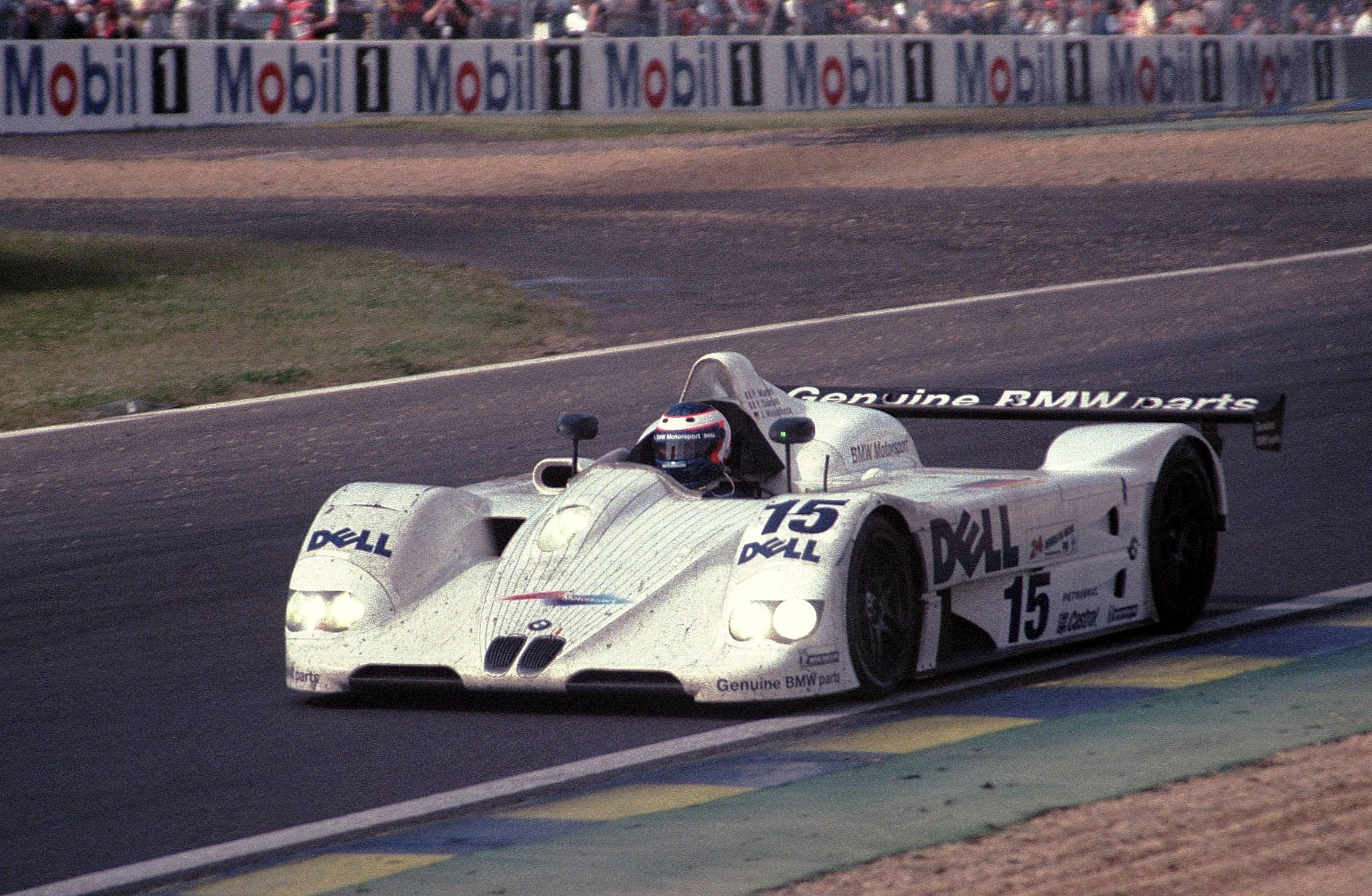
BMW V12 LMR mit der Startnummer 15; Siegerwagen von Joachim Winkelhock, Pierluigi Martini und Yannick Dalmas

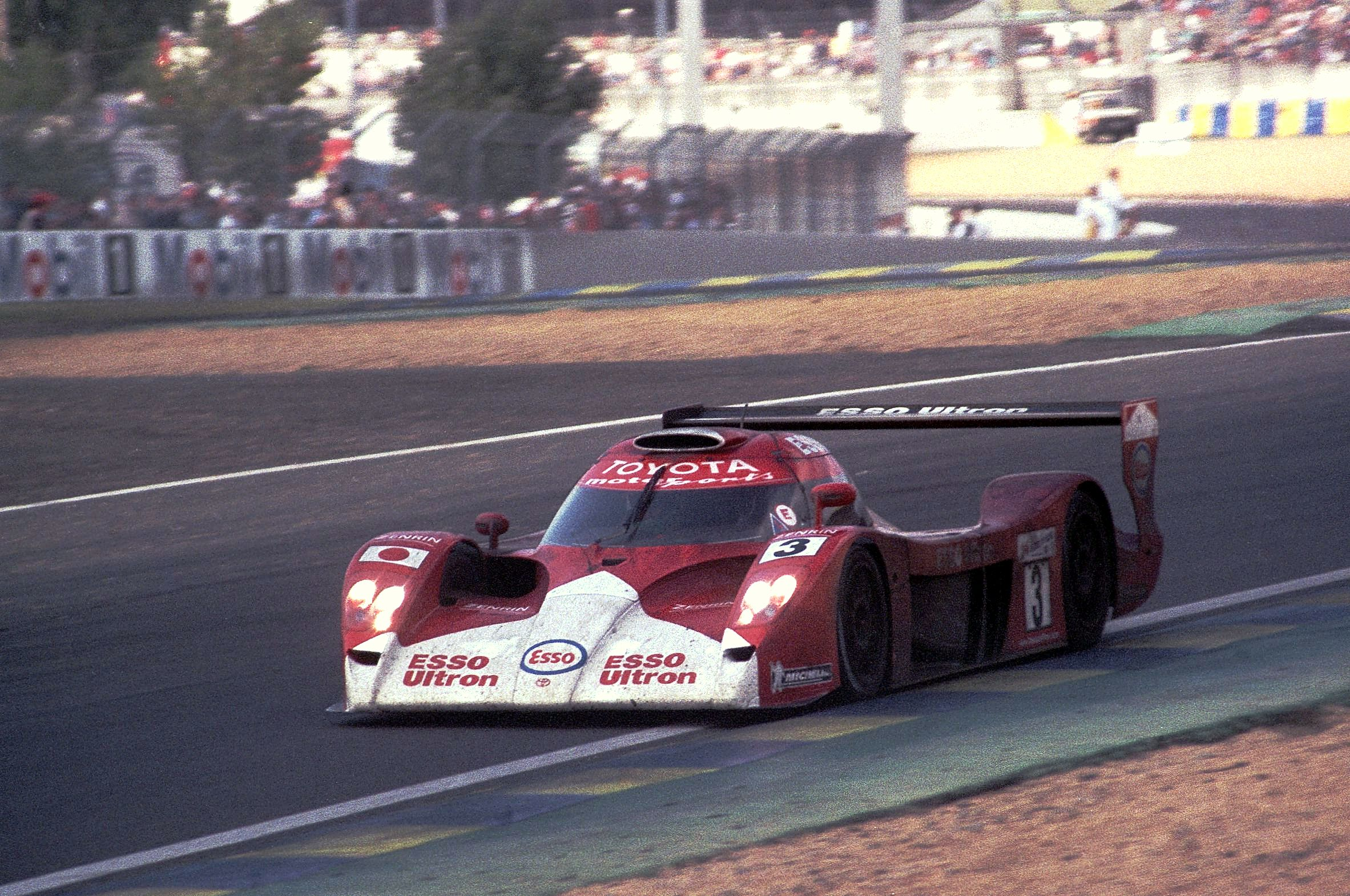
Der zweitplatzierte Toyota GT-One von Ukyō Katayama, Keiichi Tsuchiya und Toshio Suzuki

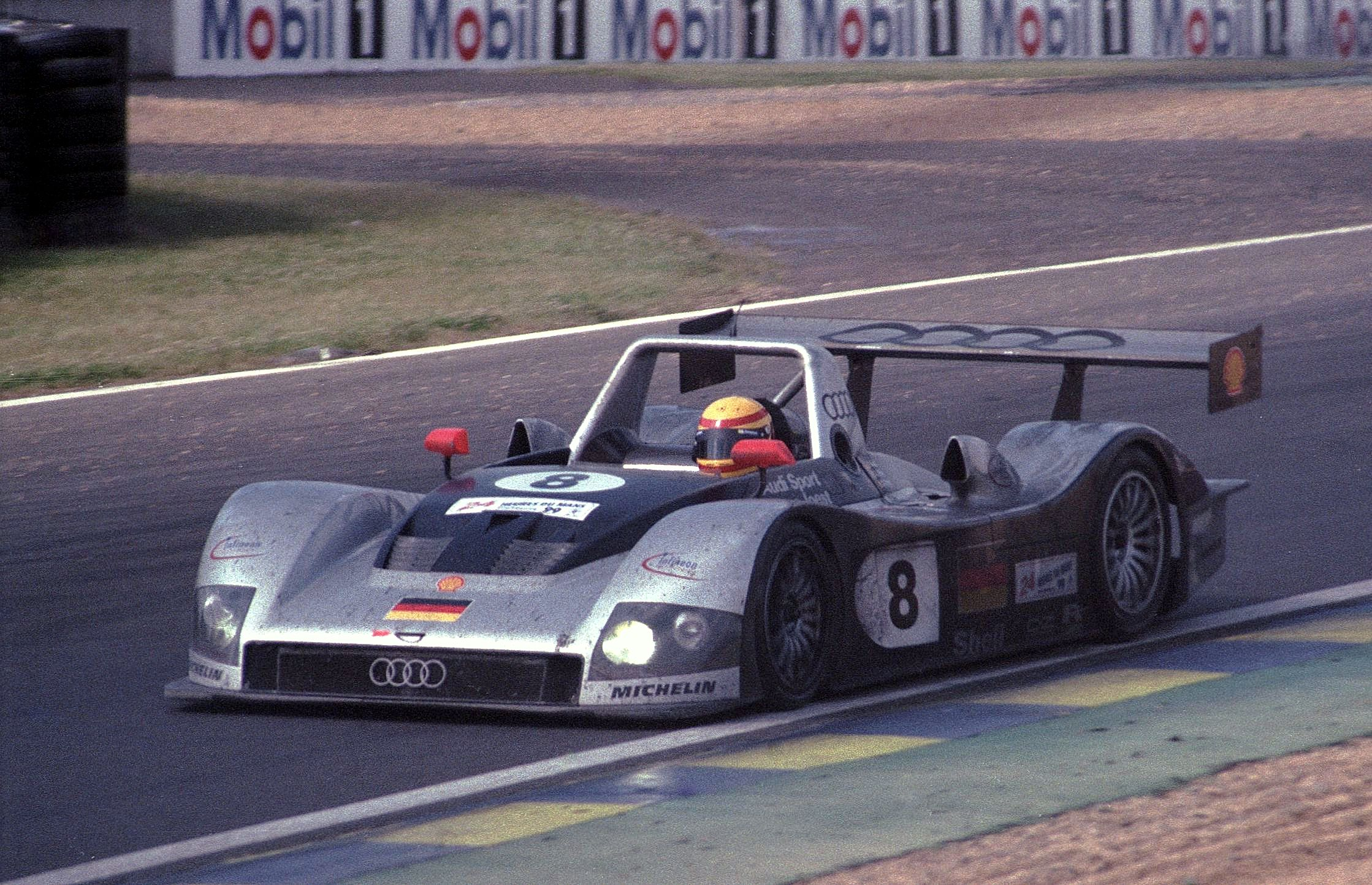
Audi R8R; der drittplatzierte Wagen von Frank Biela (am Steuer), Didier Theys und Emanuele Pirro

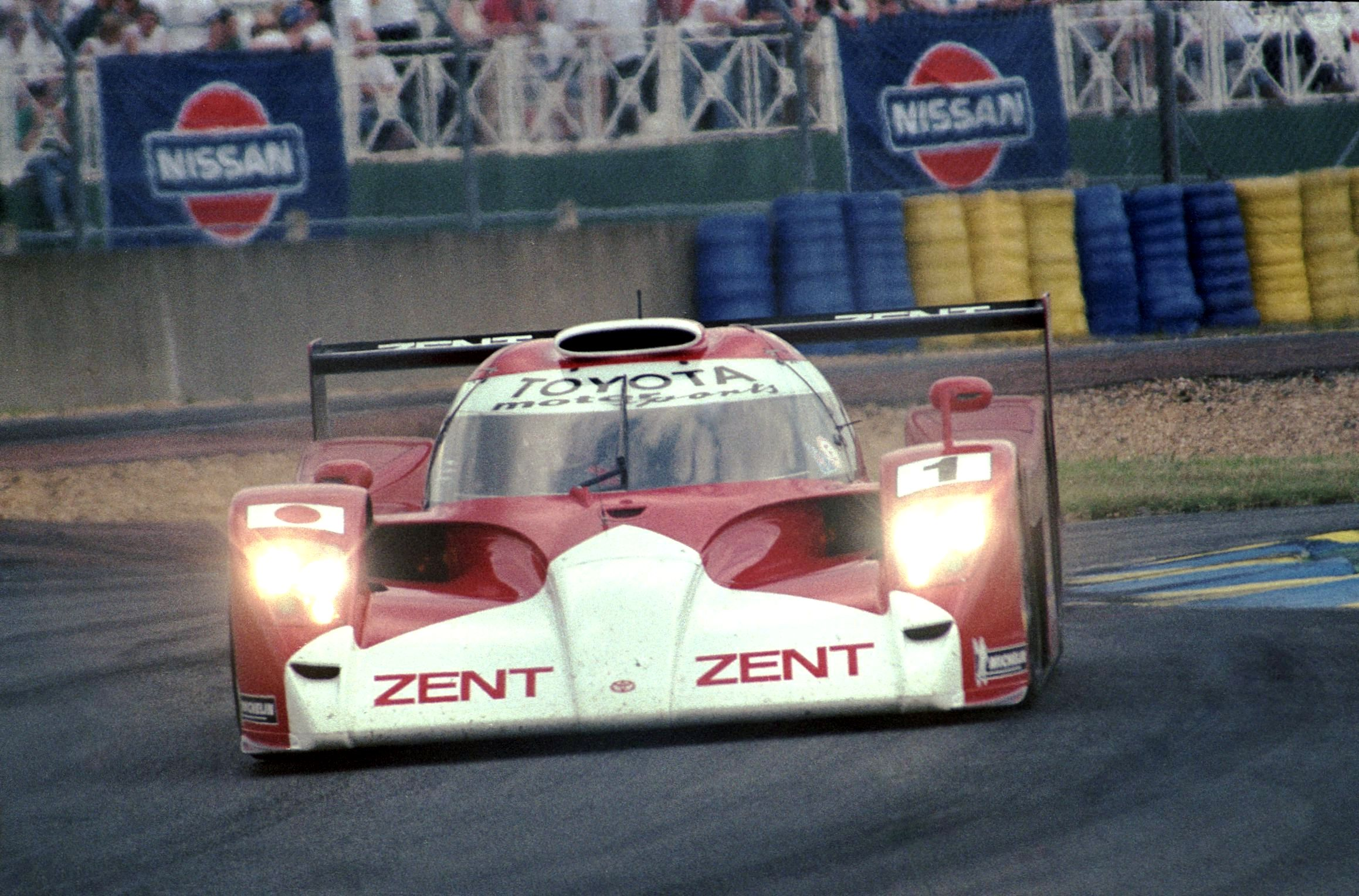
Toyota GT-One Startnummer 1; Martin Brundle hatte mit diesem Wagen in Führung liegend einen Ausfall nach Reifenschaden

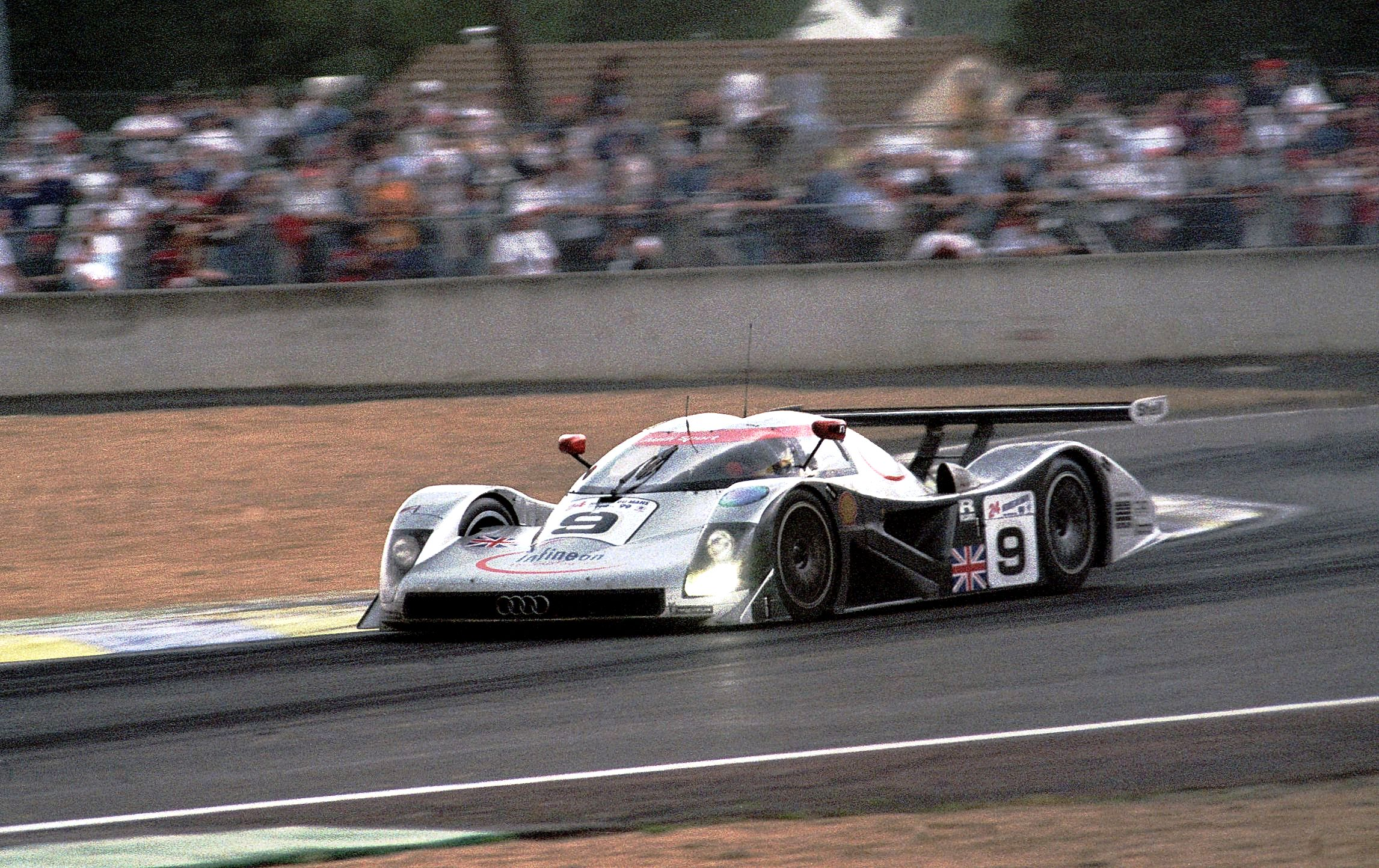
Der früh ausgefallene Audi R8C von Stéphane Ortelli, Stefan Johansson und Christian Abt

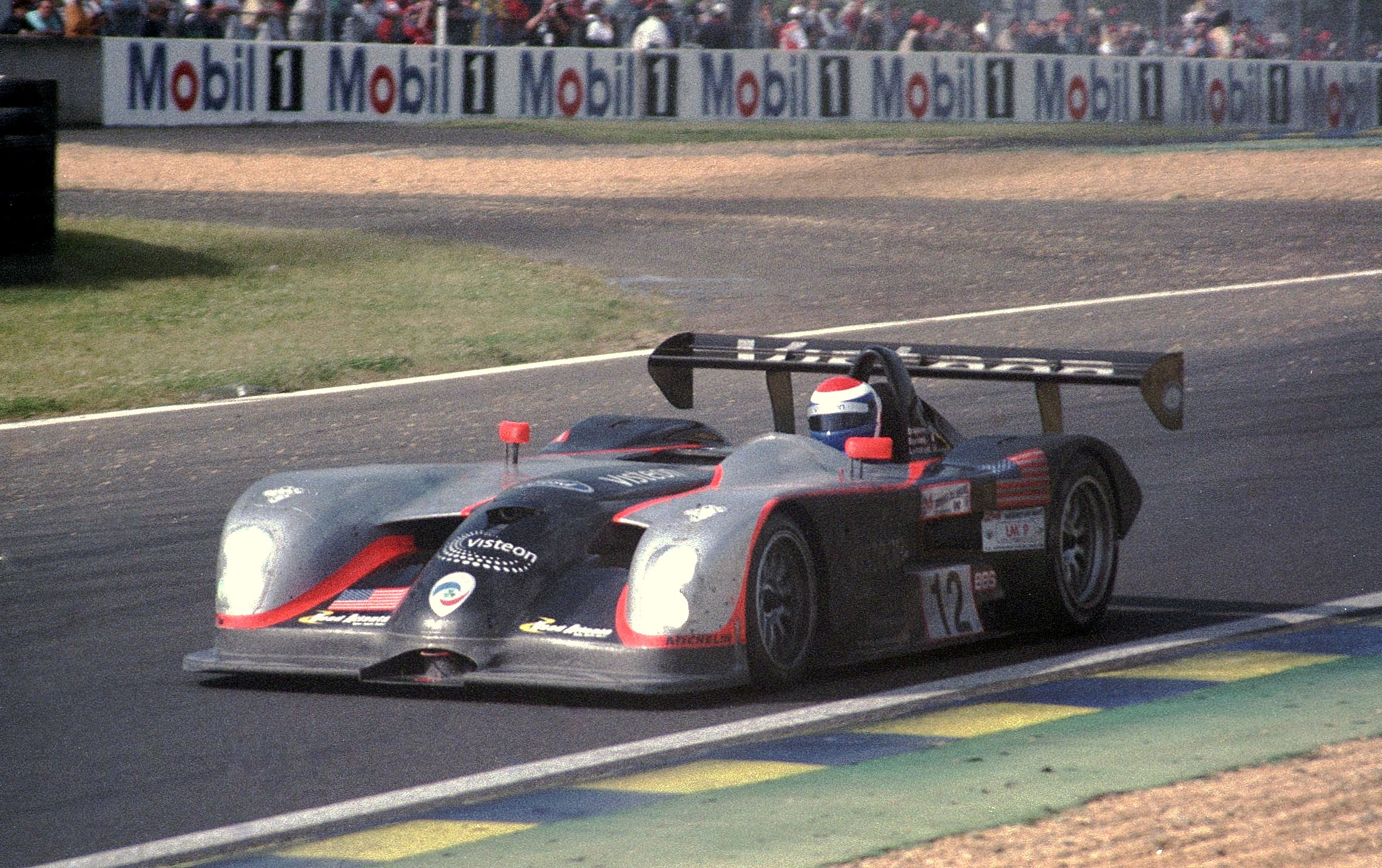
Éric Bernard am Steuer des siebtplatzierten Panoz LMP-1 Roadster-S

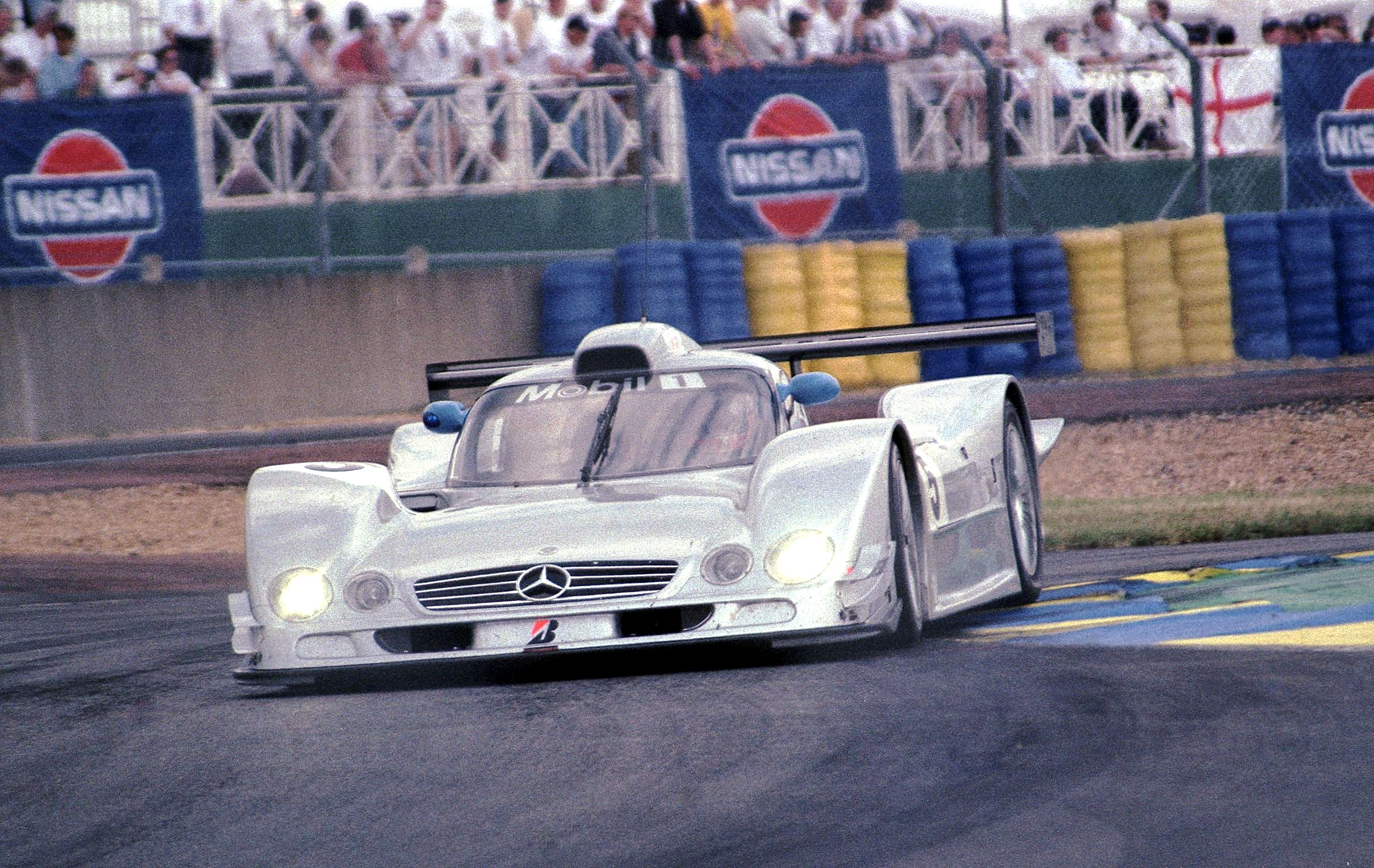
Mercedes-Benz CLR von Christophe Bouchut, Nick Heidfeld und Peter Dumbreck vor dessen spektakulärem Unfall

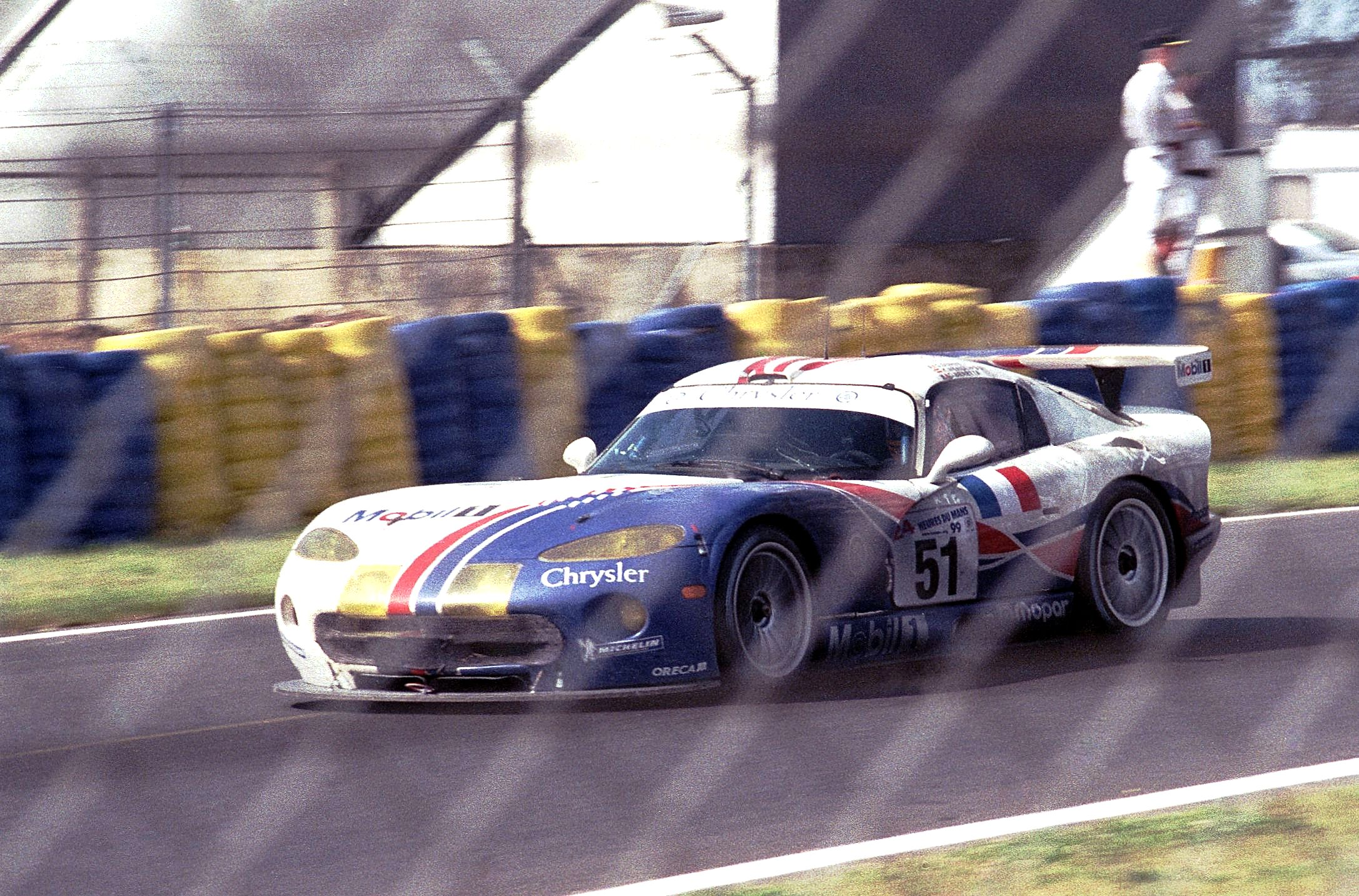
Rang 10 und Klassensieg für den Chrysler Viper GTS-R von Olivier Beretta, Karl Wendlinger Dominique Dupuy

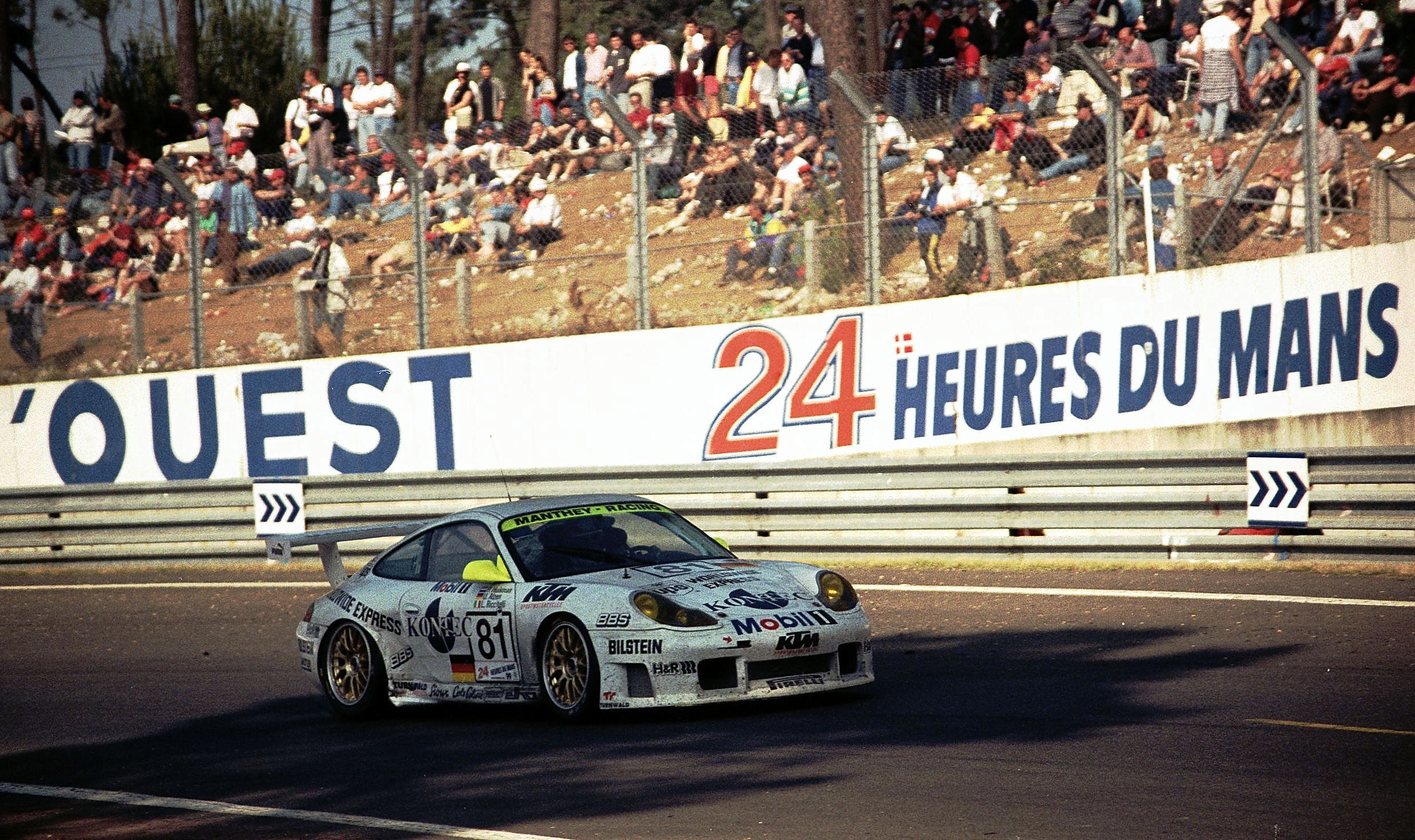
Die GT-Klassensieger Uwe Alzen, Patrick Huisman und Luca Riccitelli im Porsche 911 GT3-R

Das 67. 24-Stunden-Rennen von Le Mans, der 67e Grand Prix d’Endurance les 24 Heures du Mans, auch 24 Heures du Mans, Circuit de la Sarthe, Le Mans, fand vom 12. bis 13. Juni 1999 auf dem Circuit des 24 Heures statt.

## Das Rennen

### Vor dem Rennen
Nachdem 1998 das Rennen mit einer Vielzahl an Herstellern hatte aufwarten können, zeigten auch die Meldungen für das Jahr 1999, dass die Zuschauer weltweit mit einem großen, qualitativ hochwertigen Starterfeld rechnen konnten. 1999 trat ein neues Reglement in Kraft. Die bisherige GT1-Klasse wurde abgeschafft, als Ersatz die LM-GTP-Klasse geschaffen, für diese GT-Prototypen-Klasse mussten keine Straßenfahrzeuge mehr gebaut werden. Diese Neuregelung ermöglichte einerseits den Umbau- bzw. Neubau von GT-Rennwagen, wie Toyota, Mercedes und Audi es taten, sorgte aber auch dafür, dass eine große Anzahl „alter“ unmodifizierter GT1 wie McLaren, Panoz, Lister anstatt gesamtsiegfähig nun nicht mehr konkurrenzfähig waren und fern blieben; zwei gemeldete private 911 GT1 Evo nahmen nicht teil.
Verzichten mussten die Offiziellen des Automobile Club de l’Ouest sowie Zuschauer 1999 auf einen offiziellen Werkseinsatz des Rekordsiegers Porsche. 1998 hatte Porsche mit dem 911 GT1 und den Fahrern Laurent Aïello, Allan McNish und Stéphane Ortelli zwar das 24-Stunden-Rennen zum 16. Male mit Gesamtsieg gewonnen, aber eine Fortsetzung blieb aus. Heimlich wurde ein Le-Mans-Prototyp mit V10-Motor getestet, nach Testfahrten verwarf der Porsche-Vorstand die Weiterführung des Rennsportwagenbaus, vermutlich aus Gründen innerhalb des VW-Konzerns, wonach Audi in Le Mans Vorrang bekam und auch die neu zum Konzern gekommene Marke Bentley 2003 einen Sieg „abholen“ durfte. Aus dem Prototyp wurde später das Porsche Carrera GT Straßenfahrzeug. Erst 2013 kehrte Porsche zunächst mit dem Porsche 911 RSR und 2014 mit dem 919 Hybrid werksseitig nach Le Mans zurück, offiziell zumindest. Im Jahr 1999 war die Marke Porsche allerdings nicht nur mit den bekannten privaten luftgekühlten 993 GT2 Turbo in der nun GTS genannten mittleren Klasse präsent, mit wenig Klassensiegchancen gegen eine Meute von acht großvolumigen V10-Viper, sondern hatte einen Klassensieg quasi schon in der Tasche: für die ehemalige „kleine“ GT3-Klasse, die nun schlicht GT hieß, hatte das Werk den neuen wassergekühlten Porsche 996 endlich rennsporttauglich gemacht. Der simpel gebaute Serienmotor mit Schmierungsproblemen in Kurven wurde ersetzt durch den altbewährten Motorblock aus der Ära der Porsche 956. Zwar fiel die Turboaufladung weg, aber der Motor ließ bereits in der tempobegrenzten Boxengasse alle Umstehenden wissen, dass er nun frei einatmen und auspuffen durfte, zumal mit 3,6 Liter Hubraum. Die privaten Teams von Manthey (für Europa) und Champion (für USA) brachten je einen solchen Porsche 911 GT3-R an den Start, und auch einige „Ex-“Werksfahrer wie Bob Wollek und Uwe Alzen waren mit dabei. Der Manthey-GT3 ließ auf Gesamtrang 13 die Mehrzahl der Viper hinter sich, der Champion-GT3 komplettierte den GT-Klassendoppelsieg, der Grundstein für eine Fortsetzung der 911-Rennerfolgsgeschichte mit Wasserkühlung war in Form des buchhalterisch anmutenden Kürzels GT3 gelegt. 
Mit Audi kam ein „neuer“ Hersteller nach Le Mans, mit silberner Lackierung im Stil der Auto-Union-Rennwagen aus den 1930er Jahren, wie damals ebenfalls mit Heckmittelmotor, ohne „quattro“, aber in allen beiden Top-Klassen vertreten. Schon 1997 traf der Audi-Vorstand eine Entscheidung pro Le Mans. 1998 hatte sich Motorsportchef Wolfgang Ulrich mit Ingenieuren, Mechanikern und den beiden Fahrern Emanuele Pirro und Rinaldo Capello in das Team von Thomas Bscher eingekauft, um einen ersten Einsatz zu simulieren. Bei Audi entwickelte man wie bei BMW und Panoz zunächst einen offenen LMP, hat dann angesichts von Toyota und Mercedes auch noch einen GTP nachgeschoben. Der Audi R8R war ein offener Spyder; die Karosserie wurde bei Audi in Ingolstadt entworfen und bei Dallara in Varano de’ Melegari gefertigt. Angetrieben wurde der Wagen von einem 3,6-Liter-V8-Turbomotor. Eingesetzt wurden zwei Spyder, allerdings nicht von Audi selbst, sondern von Joest Racing. Das Team von Reinhold Joest, das viele Jahre mit Porsche kooperiert hatte, wurde wegen seiner langen erfolgreichen Le-Mans-Geschichte (damals „erst“ vier Siege) und den dort vorhandenen technischen Möglichkeiten als Partner ausgewählt und schloss eine langfristige Partnerschaft mit Audi. Als Fahrer kamen vor allem Fahrer zum Einsatz, die bereits für Audi in anderen Rennserien im Einsatz waren. Neben Frank Biela, Didier Theys, Emanuele Pirro, Rinaldo Capello und Laurent Aïello wurde auch der bisherige Joest-Pilot und ehemalige Ferrari-Formel-1-Fahrer Michele Alboreto verpflichtet. Parallel zum R8R wurde der R8C, ein geschlossener Wagen, bei Racing Technology Norfolk (RTN) im englischen Norfolk gebaut. Allerdings war dieses Projekt zeitlich im Verzug und der Wagen wurde erst knapp vor dem Rennen fertig. Eingesetzt wurde dieses Fahrzeug von Audi Großbritannien. Als Fahrer wurden Perry McCarthy, Andy Wallace und James Weaver engagiert.
Bei Toyota wurden drei GT-One neu aufgebaut, rund 15 kg leichter und offenbar auch mit etwas mehr Motorleistung. Ausführliche Tests auf verschiedenen Strecken sollten das Ausfallrisiko reduzieren. Erstmals starteten die Toyota in der neugeschaffenen GT-LMP-Klasse für geschlossene Prototypen. Trotz starker Konkurrenz erwiesen sich die GT-One am 12. und 13. Juni 1999 mit Höchstgeschwindigkeiten von bis zu 380 km/h als die schnellsten Fahrzeuge im Feld. Bei den Fahrern vertraute man weitgehend auf die Besatzungen aus dem Vorjahr. Neu ins Team kamen Allen McNish und Vincenzo Sospiri.
Bei Nissan ersetzte der R391 den bisherigen R390 GT1. Im Unterschied zum geschlossenen Vorgängermodell entschied man sich diesmal für einen Wagen mit offenem Cockpit. Nissan wandte sich an die in Großbritannien ansässige Firma G-Force Technologies, die den R391 entwarf und baute. Nigel Stroud kümmerte sich um die Konstruktion. Nissan ging auch eine Partnerschaft mit Courage Compétition von Yves Courage ein. Teil des Vertrages zwischen beiden Seiten war die Lieferung des aufgeladenen 3,5-l-V8-Motors VRH35L (der vom R390 GT1 übriggeblieben war) an Courage zum Einsatz in deren eigenem Prototyp, während Nissan im Gegenzug von Courage zum Einsatz im neuen R391 beraten wurde. Nissan kaufte auch ein Courage-C52-Fahrgestell für das eigene Rennteam, falls die Mechanik des neuen R391 Schwierigkeiten machen sollte, nachdem Le Mans ja das erste Rennen mit dem neuen Fahrzeug war. Nissan beschloss, dass der R391 eine neue Version der VH-Maschine bekommen sollte, die keinen Turbolader mehr besaß wie noch der VRH35L. Stattdessen gab es einen neuen Saugmotor, den VRH50A. Mit seinem größeren Hubraum von 5,0 Liter überwand der Motor den Verlust des Turboladers und bot immer noch die Vorteile der ursprünglichen VRH35L-Konstruktion. Zwei R391 wurden an die Sarthe gebracht, die von Michael Krumm, Satoshi Motoyama, Érik Comas, Aguri Suzuki, Masami Kageyama und Eric van de Poele gefahren wurde. Den Courage pilotierten Didier Cottaz, Marc Goossens und Fredrik Ekblom.
Auch bei Mercedes-Benz und BMW gab es neue Projekte. Im April 1999 stellte Mercedes den neuen Mercedes-Benz CLR als Nachfolger des Siegerwagens der FIA-GT-Meisterschaft 1998 Mercedes-Benz CLK GTR vor. Dabei wurde die Technik samt V8-Motor der Variante CLK LM weitgehend übernommen. Beim Design orientierte man sich an Merkmalen des damals neuen Mercedes-Benz CL (C 215). Wie die direkten Konkurrenten Toyota GT-One und Audi R8C wurde der CLR nach dem Regelwerk Le Mans GT Prototype aufgebaut. Nach sehr guten Ergebnissen bei Tests auf Rennstrecken war Mercedes zuversichtlich, dass der Wagen schnell genug sei, um das Rennen zu gewinnen, trotz einer nur kurzen Testphase im Windkanal. Der Einsatz des BMW V12 LM  998 endete früh mit Radlagerschäden. Daraufhin wurde der Wagen komplett umgebaut, die Nase wurde schlanker, es kam ein einzelner Überrollbügel zum Einsatz und der S70-6,1-Liter-V12-Motor erhielt mehr Leistung. Der Einsatz der V12 LMR wurde von Schnitzer Motorsport übernommen.
Auch Panoz kam mit einem neuen Wagen, dem Frontmotor-Panoz LMP-1 zu diesem Langstreckenrennen. In der GTS-Klasse führte der Klassensieg wie im Vorjahr über die Chrysler Viper GTS-R.

### Training
Trainingsbestzeit erzielte Martin Brundle im Toyota GT-One mit der Nummer 1. Er fuhr eine Zeit von 3:29.930 Minuten und blieb damit erstmals seit vielen Jahren wieder unter der 3-Minuten-30-Grenze. Diese Zeit entsprach einem Schnitt von 233,306 km/h. Brundle konnte so mit seinen Teamkollegen Emmanuel Collard und Vincenzo Sospiri aus der Pole-Position ins Rennen gehen. Daneben starteten mit der zweitschnellsten Qualifikationsrunde Ralf Kelleners, Allan McNish und Thierry Boutsen in einem weiteren Toyota. Der schnellste LMP1-Prototyp war der BMW V12 LMR mit Tom Kristensen am Steuer, der eine Zeit von 3:31.209 Minuten erzielte.
Zum Abschluss des Qualifikationstrainings begann das Ungemach für Mercedes-Benz. Während des Donnerstagabend-Qualifyings hob der CLR mit der Startnummer 4 von Mark Webber vor der Indianapolis-Kurve ab und überschlug sich mehrere Male. Es handelt sich dabei um einen im Englischen „blow over“ genannten Überschlag der früher schon an ausgeprägten Kuppen vorkam, so etwa 1998 in Road Atlanta als ein Porsche GT1 abhob. 2000 passierte einem BMW LMR dasselbe. Webber kam mit einem schmerzenden Hals und ein paar Prellungen am Ellbogen davon. Der Vorfall wurde nicht mit Kameras erfasst, nur der beschädigte Wagen am Streckenrand. Am wettbewerbsfreien Freitag wurde der Wagen auf einem neuen Chassis völlig neu aufgebaut, wozu eine Ausnahmegenehmigung des Veranstalters nötig war. Dabei wurden zur Erhöhung des Abtriebs auf der Vorderachse zusätzlich Windleitbleche angebracht, wie sie bei Regen verwendet werden. Zu diesem Zeitpunkt war den Mercedes-Verantwortlichen noch nicht umfassend klar, dass es grundlegende Probleme mit der Aerodynamik der CLR gab; im Besonderen in der Dirty Air hinter einem anderen Fahrzeug.
Im Warm-up am Samstagvormittag kam es zu einem weiteren Zwischenfall bei Mercedes. Mark Webber wurde am Steuer des neu aufgebauten CLR Nr. 4 herausgeschickt und kam nur bis zum damals noch vorhandenen Hügel vor der Mulsanne-Kurve, wo das Auto wiederum von der Strecke abhob, sich überschlug und auf dem Dach liegen blieb. Den TV-Kameras entging die Flugeinlage, sie zeigten nur den „Käfer auf dem Rücken“. Der senkrecht in der Luft „stehende“ Wagen, Nase nach unten und Dach nach vorne, wurde jedoch in einer Fotoserie festgehalten die noch am selben Tag in der Lokalzeitung veröffentlicht wurde. Es gab keine Verletzten bei diesem Unfall. Trotz dieses zweiten Unfalls und in dem Bewusstsein des Le-Mans-Unfalls von 1955 entschied sich Mercedes-Motorsportchef Norbert Haug die beiden anderen Autos ins Rennen starten zu lassen. Dazu wurden weitere Modifikationen an den verbleibenden Autos mit den Startnummern 5 und 6 vorgenommen und die Fahrer angewiesen, anderen Autos nicht zu dicht über größere Bodenwellen zu folgen. Ein weiterer Wagen, der Nissan R391 mit der Nummer 23, konnte nach einem Warm-up-Unfall ebenfalls nicht starten.

### Der Rennverlauf
Vom Start weg entwickelte sich das Rennen zum erwarteten Schlagabtausch der großen Herstellerteams, der von ca. 200.000 Zuschauern vor Ort und noch viel mehr an den Fernsehgeräten verfolgt wurde. Vorerst entwickelte sich ein Vierkampf zwischen den beiden Toyotas von Brundle und Boutsen und den beiden verbliebenen CLR, die in der Anfangsphase von Bernd Schneider und Christophe Bouchut gefahren wurden. Schon nach den ersten Boxenstopps stellte sich heraus, dass BMW mit einer Tankfüllung bis zu zwei Runden länger fahren konnte, wodurch Tom Kristensen im Wagen mit der Nummer 17 kurz in Führung kam. Nach einer Rennstunde lag Schneider im Mercedes vor den beiden Toyotas von Brundle und Boutsen, dem BMW von Kristensen und Teamkollegen Bouchut an der Spitze.
Am späten Samstagabend kam es beinahe zur Katastrophe, als Peter Dumbreck einen Unfall hatte. Dumbreck hatte den Mercedes mit der Nummer 5 kurz zuvor übernommen und fuhr hinter Boutsen her von der Mulsanne-Ecke zu Indianapolis. Wieder bekam der Wagen Unterluft, stieg wie ein Flugzeug in die Höhe, überschlug sich im Flug (wobei sich der Wagen dabei auch einmal um die eigene Achse drehte) und schlug mit allen vier Rädern unten in einer Lichtung im Wald auf. Der Unterschied zu den beiden Unfällen von Webber war, dass diesmal Millionen Zuschauer weltweit vor den Fernsehern live dabei waren. Dumbreck hatte großes Glück, dass der Wagen in der einzigen freien Stelle eines Waldes im Buschwerk einschlug; er kam mit leichten Prellungen davon. Bei Mercedes reagierte man umgehend und nahm den zu diesem Zeitpunkt an zweiter Stelle liegenden Wagen Nr. 6 von Bernd Schneider, Franck Lagorce und Pedro Lamy sofort aus dem Rennen.
Auch die beiden schnellsten Toyota hatten kein Glück: Der Brundle-GT-One hatte nach 90 Runden auf der Hunaudières-Geraden ebenfalls einen Reifenschaden. Martin Brundle versuchte noch den Wagen an die Box zu fahren, musste das Fahrzeug jedoch nach der Mulsanne-Sektion endgültig abstellen. Thierry Boutsen hatte mit dem dritten Wagen in der 173. Runde ausgangs der Kurve Tertre Rouge einen schweren Unfall und musste mit einem angebrochenen Rückenwirbel aus dem Auto geborgen werden.
Damit führten am Sonntagvormittag beide BMW vor dem verbliebenen Toyota das Rennen an. Bis zum Ausfall wegen Motorschadens lag der Nissan von Krumm/Motoyama/Comas immer vor den Audis und damit bis dahin auf Podiumskurs. Die Chance auf einen BMW-Doppelsieg ging durch einen Unfall von JJ Lehto im führenden Wagen verloren. In der Endphase wurde es noch einmal spannend, als der zweitplatzierte Toyota bis auf 40 Sekunden an den verbliebenen BMW heranfuhr. Wieder wurden viele Fernsehzuschauer Zeugen einer weiteren Dramatik. Das Live-Bild zeigte gerade Ukyō Katayama Onboard im Toyota, als er nach einem Reifenplatzer bei ca. 300 km/h den Wagen virtuos am Ausbrechen hinderte. Die Chance auf den Sieg war aber endgültig dahin.
BMW siegte beim bereits zweiten Einsatz in Le Mans und Audi beendete die erste Teilnahme mit dem dritten Gesamtrang. Pierluigi Martini, der auf Anordnung von BMW-Teamchef Gerhard Berger die letzten 2 ½ Stunden im Auto geblieben war, fuhr eine nicht geplante Ehrenrunde. In Le Mans gibt es nach dem Rennen keine Ehrenrunde für Sieger und Platzierte, sondern die Wagen biegen nach der Zieldurchfahrt gleich in die Boxengasse ein und befahren sie ausnahmsweise gegen die Fahrtrichtung. Martini fuhr aber kurzerhand an den vielen Streckenposten vorbei noch eine Runde ganz allein um den Kurs und ließ sich von Zuschauern und Streckenposten feiern.

## Ergebnisse

### Piloten nach Nationen
| 41 Franzosen    | 19 Deutsche | 13 Briten     | 13 Italiener   | 11 Japaner     |
| 9 US-Amerikaner | 8 Belgier   | 7 Portugiesen | 5 Niederländer | 3 Australier   |
| 3 Österreicher  | 3 Schweden  | 2 Dänen       | 2 Monegassen   | 2 Südafrikaner |
| 1 Brasilianer   | 1 Finne     | 1 Schweizer   | 1 Spanier      |                |

### Schlussklassement
| Pos.               | Klasse | Nr. | Team                            | Fahrer                                                        | Chassis                | Motor                        | Reifen | Runden |
| ------------------ | ------ | --- | ------------------------------- | ------------------------------------------------------------- | ---------------------- | ---------------------------- | ------ | ------ |
| 1                  | LMP    | 15  | Team BMW Motorsport             | Joachim Winkelhock Pierluigi Martini Yannick Dalmas           | BMW V12 LMR            | BMW S70 6.0L V12             | M      | 365    |
| 2                  | LMGTP  | 3   | Toyota Motorsport               | Ukyō Katayama Keiichi Tsuchiya Toshio Suzuki                  | Toyota GT-One          | Toyota R36V 3.6L Turbo V8    | M      | 364    |
| 3                  | LMP    | 8   | Audi Sport Team Joest           | Frank Biela Didier Theys Emanuele Pirro                       | Audi R8R               | Audi 3.6L Turbo V8           | M      | 360    |
| 4                  | LMP    | 7   | Audi Sport Team Joest           | Michele Alboreto Rinaldo Capello Laurent Aïello               | Audi R8R               | Audi 3.6L Turbo V8           | M      | 346    |
| 5                  | LMP    | 18  | David Price Racing              | Thomas Bscher Bill Auberlen Steve Soper                       | BMW V12 LM             | BMW S70 6.0L V12             | Y      | 345    |
| 6                  | LMP    | 13  | Courage Compétition             | Alex Caffi Andrea Montermini Domenico Schiattarella           | Courage C52            | Nissan VRH35L 3.5L Turbo V6  | B      | 342    |
| 7                  | LMP    | 12  | Panoz Motorsports               | David Brabham Éric Bernard Butch Leitzinger                   | Panoz LMP-1 Roadster-S | Élan 6.0L V8                 | M      | 336    |
| 8                  | LMP    | 21  | Nissan Motorsports              | Didier Cottaz Marc Goossens Fredrik Ekblom                    | Courage C52            | Nissan VRH35L 3.5L Turbo V6  | B      | 335    |
| 9                  | LMP    | 14  | Pescarolo Promotion Racing Team | Henri Pescarolo Michel Ferté Patrice Gay                      | Courage C50            | Porsche 3.0L Turbo Flat-6    | P      | 327    |
| 10                 | GTS    | 51  | Viper Team Oreca                | Olivier Beretta Karl Wendlinger Dominique Dupuy               | Chrysler Viper GTS-R   | Chrysler 8.0L V10            | M      | 325    |
| 11                 | LMP    | 11  | Panoz Motorsports               | Johnny O’Connell Jan Magnussen Max Angelelli                  | Panoz LMP-1 Roadster-S | Élan 6.0L V8                 | M      | 323    |
| 12                 | GTS    | 52  | Viper Team Oreca                | Tommy Archer Justin Bell Marc Duez                            | Chrysler Viper GTS-R   | Chrysler 8.0L V10            | M      | 318    |
| 13                 | GT     | 81  | Manthey Racing                  | Uwe Alzen Patrick Huisman Luca Riccitelli                     | Porsche 911 GT3-R      | Porsche 3.6L Flat-6          | P      | 317    |
| 14                 | GTS    | 56  | Chamberlain Engineering         | Ni Amorim Hans Hugenholtz Junior Toni Seiler                  | Chrysler Viper GTS-R   | Chrysler 8.0L V10            | M      | 314    |
| 15                 | GTS    | 50  | CICA Team Oreca                 | Manuel Mello-Breyner Pedro Mello-Breyner Thomaz Mello-Breyner | Chrysler Viper GTS-R   | Chrysler 8.0L V10            | M      | 312    |
| 16                 | GTS    | 55  | Paul Belmondo Racing            | Emmanuel Clérico Jean-Claude Lagniez Guy Martinolle           | Chrysler Viper GTS-R   | Chrysler 8.0L V10            | D      | 309    |
| 17                 | GTS    | 54  | Paul Belmondo Racing            | Paul Belmondo Tiago Monteiro Marc Rostan                      | Chrysler Viper GTS-R   | Chrysler 8.0L V10            | D      | 299    |
| 18                 | GTS    | 64  | Konrad Motorsport               | Franz Konrad Peter Kitchak Charles Slater                     | Porsche 911 GT2        | Porsche 3.8L Turbo Flat-6    | D      | 293    |
| 19                 | GT     | 80  | Champion Racing                 | Dirk Müller Bob Wollek Bernd Mayländer                        | Porsche 911 GT3-R      | Porsche 3.6L Flat-6          | P      | 292    |
| 20                 | GTS    | 62  | Roock Racing                    | Claudia Hürtgen André Ahrlé Vincent Vosse                     | Porsche 911 GT2        | Porsche 3.8L Turbo Flat-6    | Y      | 290    |
| 21                 | GT     | 84  | Perspective Racing              | Thierry Perrier Jean-Louis Ricci Michel Nourry                | Porsche 911 3.8 RSR    | Porsche 3.8L Flat-6          | P      | 288    |
| 22                 | GTS    | 57  | Chamberlain Engineering         | Thomas Erdos Christian Vann Christian Gläsel                  | Chrysler Viper GTS-R   | Chrysler 8.0L V10            | M      | 270    |
| Nicht klassiert    |        |     |                                 |                                                               |                        |                              |        |        |
| 23                 | GTS    | 65  | Chereau Sports                  | Jean-Luc Chéreau Patrice Goueslard Pierre Yver                | Porsche 911 GT2        | Porsche 3.8L Turbo Flat-6    | M      | 240    |
| Ausgefallen        |        |     |                                 |                                                               |                        |                              |        |        |
| 24                 | LMP    | 17  | Team BMW Motorsport             | Tom Kristensen JJ Lehto Jörg Müller                           | BMW V12 LMR            | BMW S70 6.0L V12             | M      | 304    |
| 25                 | GTS    | 53  | Viper Team Oreca                | David Donohue Jean-Philippe Belloc Soheil Ayari               | Chrysler Viper GTS-R   | Chrysler 8.0L V10            | M      | 271    |
| 26                 | GTS    | 63  | Roock Racing                    | Hubert Haupt John Robinson Hugh Price                         | Porsche 911 GT2        | Porsche 3.8L Turbo Flat-6    | Y      | 232    |
| 27                 | LMP    | 19  | Team Goh                        | Hiro Matsushita Hiroki Katō Akihiko Nakaya                    | BMW V12 LM             | BMW S70 6.0L V12             | M      | 223    |
| 28                 | LMP    | 26  | Talkline Racing for Holland     | Jan Lammers Peter Kox Tom Coronel                             | Lola B98/10            | Roush 6.0L V8                | D      | 213    |
| 29                 | LMGTP  | 10  | Audi Sport UK Ltd.              | James Weaver Andy Wallace Perry McCarthy                      | Audi R8C               | Audi 3.6L Turbo V8           | M      | 198    |
| 30                 | LMGTP  | 2   | Toyota Motorsports              | Thierry Boutsen Ralf Kelleners Allan McNish                   | Toyota GT-One          | Toyota R36V 3.6L Turbo V8    | M      | 173    |
| 31                 | GTS    | 61  | Freisinger Motorsport           | Ernst Palmberger Wolfgang Kaufmann Michel Ligonnet            | Porsche 911 GT2        | Porsche 3.8L Turbo Flat-6    | D      | 157    |
| 32                 | LMP    | 27  | Kremer Racing                   | Tomás Saldaña Grant Orbell Didier de Radiguès                 | Lola B98/10            | Roush 6.0L V8                | G      | 46     |
| 33                 | GTS    | 67  | Larbre Compétition              | Jean-Pierre Jarier Sébastien Bourdais Pierre de Thoisy        | Porsche 911 GT2        | Porsche 3.8L Turbo Flat-6    | M      | 134    |
| 34                 | GTS    | 66  | Estoril Racing Communication    | Manuel Monteiro Michel Monteiro Michel Maisonneuve            | Porsche 911 GT2        | Porsche 3.8L Turbo Flat-6    | P      | 123    |
| 35                 | LMP    | 22  | Nissan Motorsports              | Michael Krumm Satoshi Motoyama Érik Comas                     | Nissan R391            | Nissan VRH50A 5.0L V8        | B      | 110    |
| 36                 | LMGTP  | 1   | Toyota Motorsports              | Martin Brundle Emmanuel Collard Vincenzo Sospiri              | Toyota GT-One          | Toyota R36V 3.6L Turbo V8    | M      | 90     |
| 37                 | LMP    | 25  | Team DAMS                       | Christophe Tinseau Franck Montagny David Terrien              | Lola B98/10            | Judd GV4 4.0L V10            | P      | 77     |
| 38                 | LMGTP  | 6   | AMG-Mercedes                    | Bernd Schneider Franck Lagorce Pedro Lamy                     | Mercedes-Benz CLR      | Mercedes-Benz GT108C 5.7L V8 | B      | 76     |
| 39                 | LMGTP  | 5   | AMG-Mercedes                    | Christophe Bouchut Nick Heidfeld Peter Dumbreck               | Mercedes-Benz CLR      | Mercedes-Benz GT108C 5.7L V8 | B      | 75     |
| 40                 | LMP    | 24  | Autoexe Motorsport              | Yōjirō Terada Franck Fréon Robin Donovan                      | Autoexe LMP99          | Ford 6.0L V8                 | Y      | 74     |
| 41                 | LMP    | 29  | JMB Racing                      | Jérôme Policand Mauro Baldi Christian Pescatori               | Ferrari 333SP          | Ferrari F130E 4.0L V12       | P      | 71     |
| 42                 | LMP    | 32  | Riley & Scott Europe            | Marco Apicella Carl Rosenblad Shane Lewis                     | Riley & Scott Mk III/2 | Ford 6.0L V8                 | P      | 67     |
| 43                 | LMGTP  | 9   | Audi Sport UK Ltd.              | Stéphane Ortelli Stefan Johansson Christian Abt               | Audi R8C               | Audi 3.6L Turbo V8           | M      | 55     |
| 44                 | LMP    | 31  | Riley & Scott Europe            | Philippe Gache Gary Formato Olivier Thévenin                  | Riley & Scott Mk III/2 | Ford 6.0L V8                 | P      | 25     |
| 45                 | GTS    | 60  | Freisinger Motorsport           | Ray Lintott Manfred Jurasz Katsunori Iketani                  | Porsche 911 GT2        | Porsche 3.8L Turbo Flat-6    | D      | 24     |
| Nicht gestartet    |        |     |                                 |                                                               |                        |                              |        |        |
| 46                 | LMGTP  | 4   | AMG-Mercedes                    | Mark Webber Jean-Marc Gounon Marcel Tiemann                   | Mercedes-Benz CLR      | Mercedes-Benz GT108C 5.7L V8 | B      | 1      |
| 47                 | LMP    | 23  | Nissan Motorsports              | Aguri Suzuki Masami Kageyama Eric van de Poele                | Nissan R391            | Nissan VRH50A 5.0L V8        | B      | 2      |
| Nicht qualifiziert |        |     |                                 |                                                               |                        |                              |        |        |
| 48                 | GT     | 83  | GFB MacQuillan                  | Michel Neugarten Gérard MacQuillan Chris Gleason              | Porsche 911 3.8 RSR    | Porsche 3.8L Flat-6          | P      | 3      |

1 Unfall im Warm-up
2 Unfall im Warm-up
3 nicht qualifiziert

### Nur in der Meldeliste
Hier finden sich Teams, Fahrer und Fahrzeuge, die ursprünglich für das Rennen gemeldet waren, aber aus den unterschiedlichsten Gründen daran nicht teilnahmen.
| Pos. | Klasse | Nr. | Team                             | Fahrer                                                        | Chassis                 | Motor                            | Reifen |
| ---- | ------ | --- | -------------------------------- | ------------------------------------------------------------- | ----------------------- | -------------------------------- | ------ |
| 49   | LMP    | 16  | Team BMW Motorsport              | Tom Kristensen Bill Auberlen                                  | BMW V12 LMR             | BMW S70 6.0L V12                 | M      |
| 50   | LMP    | 20  | WR Racing                        | Guillaume Gomez                                               | WR LMP99                | Peugeot PRV 2.0L Turbo V6        |        |
| 51   | LMP    | 30  | J.B. Jabouille Bouresche         | Christian Pescatori Jérôme Policand Mauro Baldi               | Ferrari 333SP           | Ferrari F130E 4.0L V12           |        |
| 52   | GTS    | 58  | Jean-Luc Maury-Laribiere Racing  | Jean-Luc Maury-Laribière Pascal Fabre Pascal Hernandez        | Chrysler Viper GTS-R    | Chrysler 8.0L V10                |        |
| 53   | GTS    | 68  | Gerard MacMillan                 | Richard Jones Alec Hammond Gary Ayles                         | Porsche 911 GT2         | Porsche 3.8L Turbo Flat-6        |        |
| 54   | GTS    | 86  | Brookspeed Motorsport            | Dave Clark Kilian Konig Neil Cunningham Ray Lintott           | Chrysler Viper GTS-R    | Chrysler 8.0L V10                |        |
| 55   | LMP    | 28  | Kremer Racing                    |                                                               | Lola B98/10             | Roush 6.0L V8                    |        |
| 56   | LMGTP  | 33  | G-Force Motorsport               | Thorkild Thyrring Magnus Wallinder Geoff Lister               | Porsche 911 GT1 Evo     | Porsche 3.2L Turbo Flat-6        |        |
| 57   | LMGTP  | 34  | Parr Gaumont Motorsport          | David Saunders                                                | Porsche 911 GT1 Evo     | Porsche 3.2L Turbo Flat-6        |        |
| 58   | GTS    | 59  | GT Developments                  | Brian Cunningham                                              | Chrysler Viper GTS-R    | Chrysler 8.0L V10                |        |
| 59   | GTS    | 69  | Krauss Race Sports International | Michael Trunk                                                 | Porsche 911 GT2         | Porsche 3.8L Turbo Flat-6        |        |
| 60   | GTS    | 70  | RWS Motorsport                   | Horst Felbermayr senior Horst Felbermayr junior Fabio Mancini | Porsche 911 GT2         | Porsche 3.8L Turbo Flat-6        |        |
| 61   | GTS    | 82  | Larbre Compétition               | Michel Neugarten Julian Westwood Jack Leconte                 | Porsche 911 GT3-R       | Porsche 3.8L Turbo Flat-6        |        |
| 62   | GTS    | 85  | Red Racing                       | Lucien Guitteny Patrick Camus                                 | Ferrari 550 Maranello   | Ferrari 5.5L V12                 |        |
| 63   |        |     | Porsche AG                       |                                                               |                         |                                  |        |
| 64   | LMP    |     | Doyle-Risi Racing                |                                                               |                         |                                  |        |
| 65   | LMP    |     | Doyle-Risi Racing                |                                                               |                         |                                  |        |
| 66   |        |     | Champion Porsche                 |                                                               |                         |                                  |        |
| 67   | LMP    |     | Klaas Zwart                      | Klaas Zwart Robbie Stirling                                   | Ascari A410             | Judd GV4 4.0L V10                |        |
| 68   | GTS    |     | Cirtek                           | David Warnock Robert Schirle                                  | Porsche 993 Carrera RSR | Porsche 3.8L Turbo Flat-6        |        |
| 69   |        |     | Sarta                            |                                                               | Sarta 624               | Renault                          |        |
| 70   |        |     | G4 Team Gebhardt                 |                                                               | Gebhardt G4             | Audi 2.1L Turbo I5               | G      |
| 71   |        |     | Michel Ferté                     |                                                               | Ferrari 333SP           | Ferrari F130E 4.0L V12           |        |
| 72   |        |     | Jean-Francois Metz               |                                                               | VBM 4000GTC             | PRV Douvrin-Sodemo 3.0L Turbo V6 |        |
| 73   |        |     | Alistair Davidson                | Alistair Davidson Nigel Smith                                 | Marcos LM500            | Rover V8                         |        |
| 74   |        |     | Richard Austin                   |                                                               | Sintura S99             | Judd GV4 4.0L V10                |        |

### Klassensieger
| Klasse | Fahrer             | Fahrer            | Fahrer          | Fahrzeug             | Platzierung im Gesamtklassement |
| ------ | ------------------ | ----------------- | --------------- | -------------------- | ------------------------------- |
| LMP    | Joachim Winkelhock | Pierluigi Martini | Yannick Dalmas  | BMW V12 LMR          | Gesamtsieg                      |
| LMGTP  | Ukyō Katayama      | Keiichi Tsuchiya  | Toshio Suzuki   | Toyota GT-One        | Rang 2                          |
| GTS    | Olivier Beretta    | Karl Wendlinger   | Dominique Dupuy | Chrysler Viper GTS-R | Rang 10                         |
| GT     | Uwe Alzen          | Patrick Huisman   | Luca Riccitelli | Porsche 911 GT3-R    | Rang 13                         |

### Renndaten
- Gemeldet: 74
- Gestartet: 45
- Gewertet: 22
- Rennklassen: 4
- Zuschauer: 200.000
- Ehrenstarter des Rennens: Joan Hall, australische Tourismusministerin
- Wetter am Rennwochenende: warm und trocken, ein paar leichte Schauer
- Streckenlänge: 13,605 km
- Fahrzeit des Siegerteams: 24:00:00.000 Stunden
- Runden des Siegerteams: 366
- Distanz des Siegerteams: 4982,974 km
- Siegerschnitt: 207,007 km/h
- Pole-Position: Martin Brundle – Toyota GT-One (#1) – 3:29.930 = 233,306 km/h
- Schnellste Rennrunde: Ukyō Katayama – Toyota GT-One (#3) – 3:35.032 = 227,771 km/h
- Rennserie: zählte zu keiner Rennserie